# Epilepsiezentrum Kleinwachau

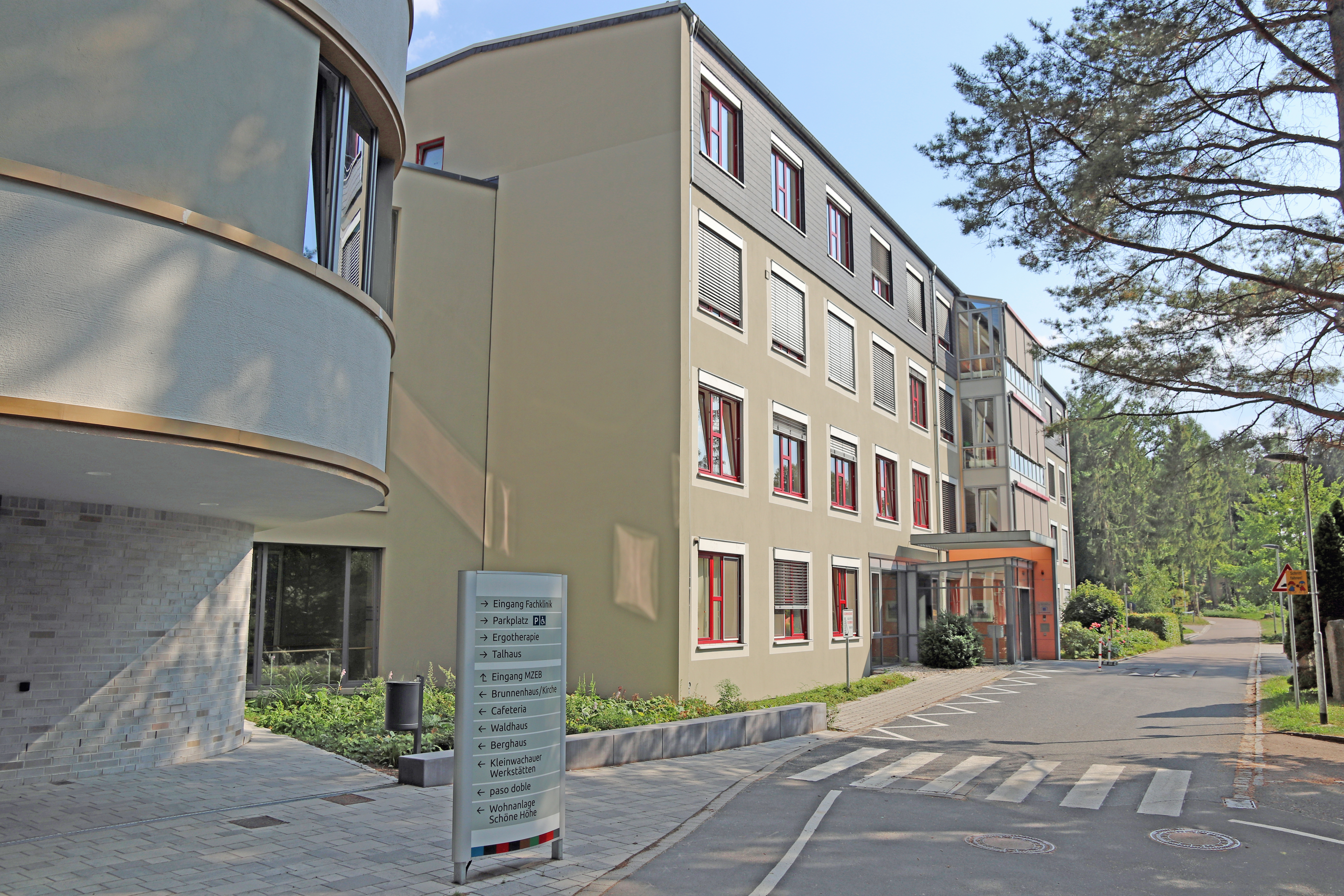
Fachklinik für Neurologie mit Epilepsieambulanz

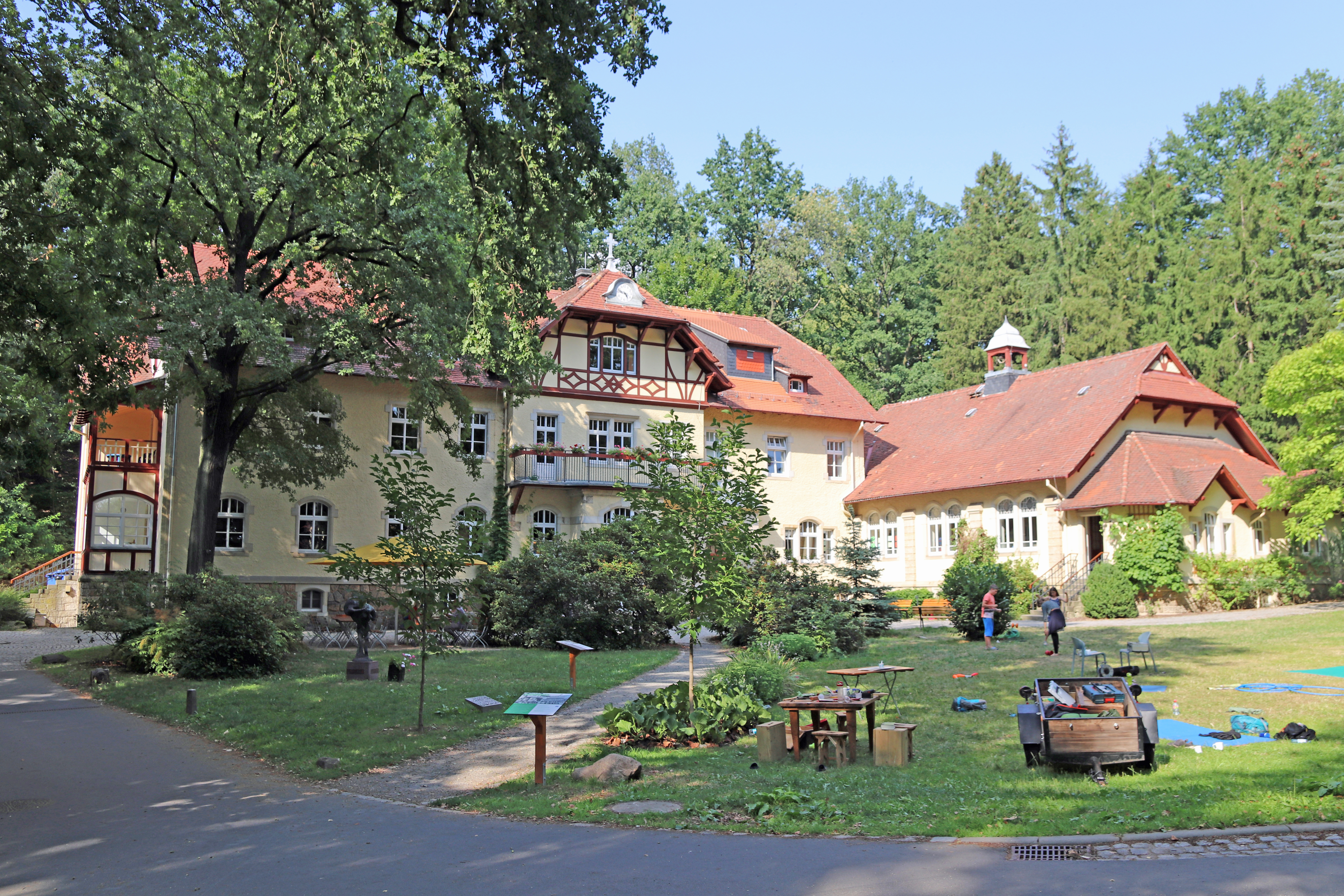
Das sogenannte „Brunnenhaus“ mit der Verwaltung, der Küche und einem Kirchensaal

Das Epilepsiezentrum Kleinwachau ist eine eigenständige Einrichtung, die im Verbund des Diakonischen Werkes der Evangelisch-Lutherischen Landeskirche Sachsens arbeitet und im Radeberger Ortsteil Liegau-Augustusbad, 15 km nordöstlich von Dresden, gelegen ist.
Das Zentrum besteht aus einer Fachklinik für Neurologie mit angeschlossener Ambulanz, einer Werkstatt für Menschen mit Behinderung, Betreuungs- und Wohneinrichtungen für Menschen mit Epilepsie inklusive Ambulanter Hilfen für Eltern, Kinder und Senioren sowie einer Förderschule und zwei Kindertagesstätten.

## Geschichte
Im April 1887 beschloss die Hauptversammlung der Inneren Mission Sachsen, sich um Menschen mit Epilepsie zu kümmern. Dafür wurde ein Grundstück mit einem kleinen Landhaus gekauft, das vom Vorbesitzer, der im benachbarten Wachau wohnte, "Kleinwachau" genannt wurde. 
Die Einrichtung wurde schließlich am 1. Oktober 1889 vom Landesverein für Innere Mission im Königreich Sachsen als „Anstalt für Epileptische“ gegründet, und am 2. Dezember 1889 begannen zwei Diakonissen in einem Haus mit der Betreuung von zwölf anfallskranken Kindern. Maßgeblichen Anteil an der Entwicklung hatte Karl von Brühl-Renard, der letzte Seifersdorfer Schlossherr ab 1889 bis zu seinem Tod 1923, als Mitbegründer und Vorstandsvorsitzender der Einrichtung. In den folgenden Jahren erfolgte ein stetiger Ausbau auf 81 Plätze 1904 und 110 im Jahr 1910, aufgeteilt auf mehrere Häuser: das Mädchenhaus (Einweihung: 2. Dezember 1889), das Berghaus (Einweihung: 20. Oktober 1891), das Waldhaus (11. Juli 1893, abgebrannt am 6. März 1901), das Talhaus (23. Oktober 1903) und das repräsentative Brunnenhaus (7. August 1910).
In der Zeit des Nationalsozialismus beschlagnahmten die Behörden die Einrichtung und führten sie unter dem Namen Landesjugendhof für Schwererziehbare weiter. Viele Bewohner der Einrichtung wurden Opfer der Euthanasie. Heute erinnert ein am 19. Oktober 1995 eingeweihtes Mahnmal auf dem Gelände an die Opfer der nationalsozialistischen Rassenpolitik.
Von 1949 an wurde die reguläre Arbeit in der Einrichtung wieder aufgenommen. Am 1. Oktober 1950 eröffnete die „Sonderschule Kleinwachau“. 1971 erhielt Kleinwachau eine eigene Pfarrstelle, im selben Jahr fand am 6. Dezember die Schlüsselübergabe für das Bodelschwinghhaus statt, das Gebäude ist heute Kern der Fachklinik. Der Bau war vor allem durch Spenden von westdeutschen Kirchen möglich.
Nach der Wiedervereinigung wurde die Einrichtung zu einem modernen Epilepsiezentrum weiterentwickelt, dementsprechend erfolgte am 15. Juni 1991 die Umbenennung in „Epilepsiezentrum Kleinwachau“ und die Gründung eines Trägervereins. Am 15. September 1991 eröffnete das Wiesenhaus und die erste gemischte Wohngruppe. Die Förderschule wurde am 1. Januar 1993 staatlich anerkannt. Am 3. Dezember 1999 konnte die neue Werkstatt für behinderte Menschen eingeweiht werden.
Heute verfügt es über eine Fachklinik für Neurologie mit einer Intensiv-Monitoringstation (seit 1. September 2004), auch Werkstätten und die Förderschule für Kinder mit geistiger oder körperlicher Behinderung wurden hinzugefügt bzw. erweitert. Angegliedert ist die am 1. September 2005 eröffnete „Epilepsieberatungsstelle Dresden“. Seit 1. Januar 2007 firmiert das Epilepsiezentrum als gemeinnützige GmbH, am 6. Oktober desselben Jahres nahm die Intensiv-Monitorstation ihren Betrieb auf. Am 1. März 2009 folgte das MVZ Dresden am Lahmannring. Seit 2010 gibt es eine unternehmerische Ausgründung als Tochterfirma des Epilepsiezentrums das Unternehmen „paso doble“. Es hat ebenfalls seinen Sitz auf dem Gelände in Kleinwachau, ist das erste trägerübergreifende Inklusions-Unternehmen in Mitteldeutschland. Träger sind neben dem Epilepsiezentrum auch die Diakonie Stadtmission Dresden und die Volkssolidarität Dresden. Die christliche Kindertagesstätte „Baumhaus“ in Radeberg ging im Jahr 2016 in die Trägerschaft des Epilepsiezentrums Kleinwachau über, die Kindestagesstätte "Schatzinsel" in Pulsnitz im Jahr 2024. Der Klinikneubau (bzw. -anbau) konnte am 31. März 2017 eingeweiht werden, am 3. Januar 2018 öffnete Kleinwachau das erste „Medizinische Zentrum für erwachsene Menschen mit Behinderung“ (MZEB) in Sachsen. Im Moment wird Klinikanbau Haus D gebaut.

## Organisation
In Kleinwachau leben und arbeiten ungefähr 640 Menschen. Die Einrichtung besteht aus über 20 Gebäuden, in denen die unterschiedlichen Abteilungen untergebracht sind. Die Fachklinik verfügt über 53 Betten für behinderte und nichtbehinderte Patienten auf 5 Stationen. Pro Jahr werden etwa 1.000 Patienten behandelt, Chefarzt ist Thomas Mayer. Die Werkstätten bieten 210 Arbeitsplätze für Menschen mit Behinderungen. Die Förderschule unterrichtet in allen Klassenstufen 63 Kinder und Jugendliche mit einer geistigen Behinderung, darunter auch Bewohner des Zentrums. Außerdem werden in der Klinikschule Patienten der Kinderstation in allen Schularten unterrichtet. Ein weiterer großer Arbeitsbereich ist das Wohnen mit Betreuung mit 200 Plätzen in den Wohngemeinschaften. Die Kindertagesstätte „Baumhaus“ in Radeberg bietet 18 Krippenplätze, 46 Kindergartenplätze und 21 Hortplätze an. Darüber hinaus sind insgesamt 8 Integrationsplätze vorhanden. Es werden Kinder unabhängig von der Konfession ab dem vollendeten 1. Lebensjahr aufgenommen. Voraussetzung ist, dass die Eltern die christliche Ausrichtung der Einrichtung mittragen. Die Kindestagesstätte "Schatzinsel" in Pulsnitz bietet 20 Krippenplätze, 37 Kindergartenplätze und 46 Hortplätze an. Außerdem sind 4 Integrativplätze vorhanden. 

## Denkmalschutz
Das Brunnenhaus (zwischenzeitlich Schadeberghaus genannt), das Talhaus, die Scheune hinter dem Waldhaus sowie das Gartenhaus der Anlage Kleinwachau stehen unter Denkmalschutz. Die geschützten Gebäude wurden zwischen 1890 und 1910 errichtet.